# Massif de la Barousse
Le massif de la Barousse est un massif des Pyrénées situé à cheval sur les départements des Hautes-Pyrénées et de la Haute-Garonne, en région Occitanie, France.
Culminant au Montious (2159 m), c'est un massif de moyenne montagne, principalement forestier, qui inclut :
- la vallée de la Barousse au centre et au nord-est (Hautes-Pyrénées) ;
- la vallée d'Oueil au sud (Haute-Garonne) ;
- la vallée du Nistos au nord-ouest (Hautes-Pyrénées).

Le principal col du massif est le port de Balès, col routier qui relie vallée de la Barousse au nord à la vallée d'Oueil.

## Géographie

### Topographie

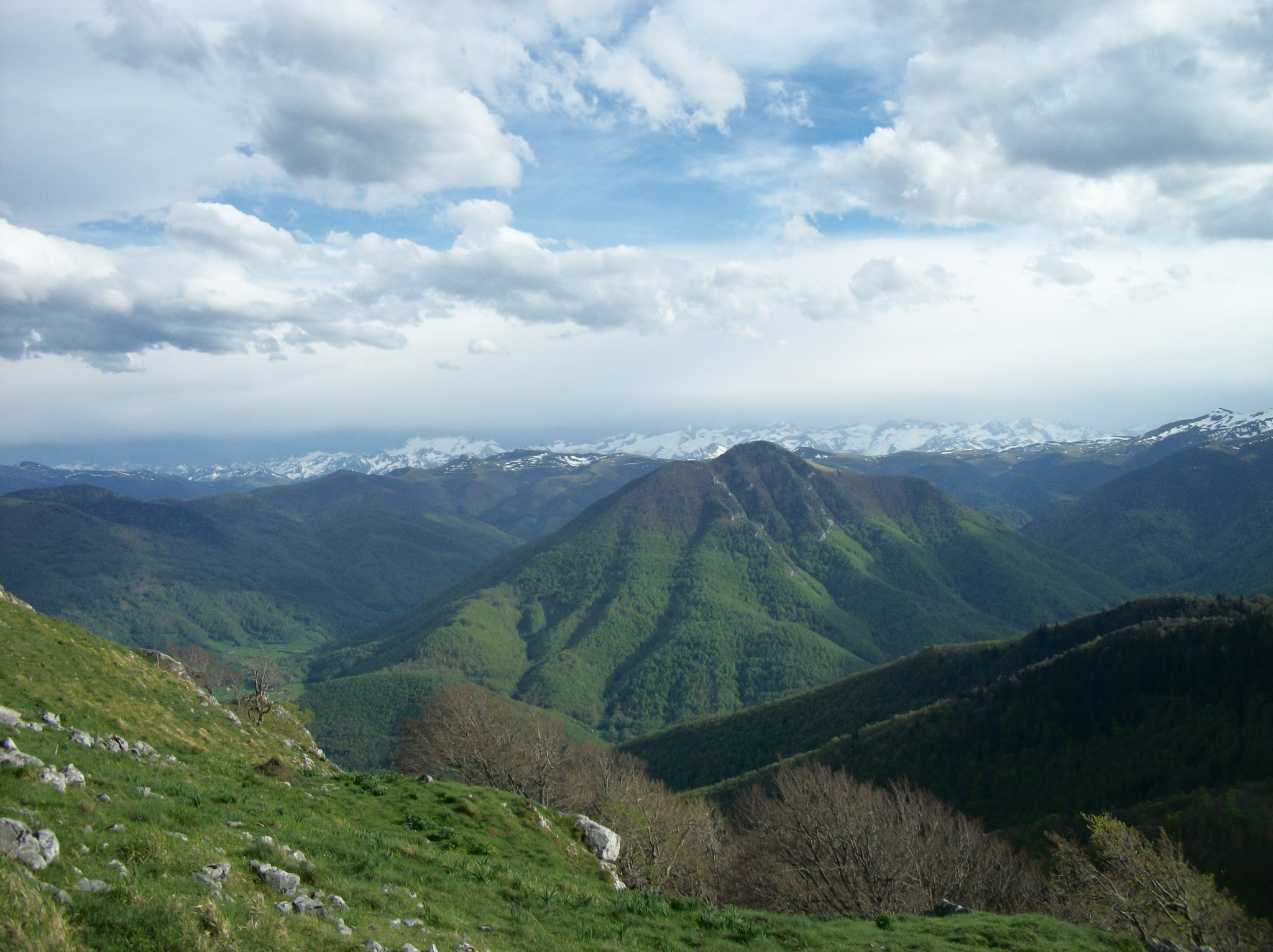
Partie centrale du massif, avec la vallée de l'Ourse de Sost à droite, de l'Ourse de Ferrère à droite, la montagne du pic de Mont Las et du pic de Pouy Usclat au centre, et la crête du mont Né tout à droite au fond.

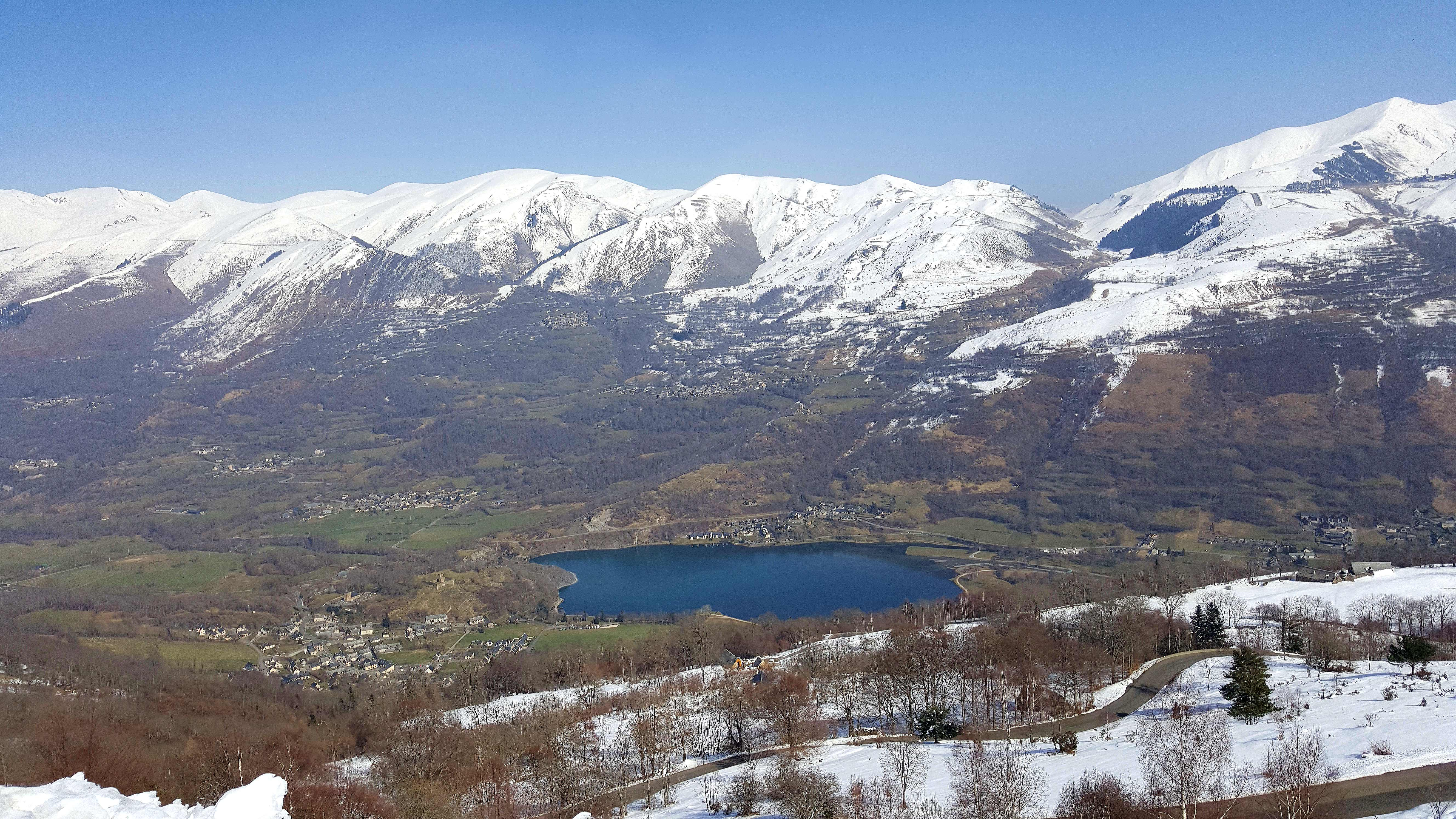
Vue des hauts sommets de la Barousse sur la gauche (vallée du Louron au premier plan).

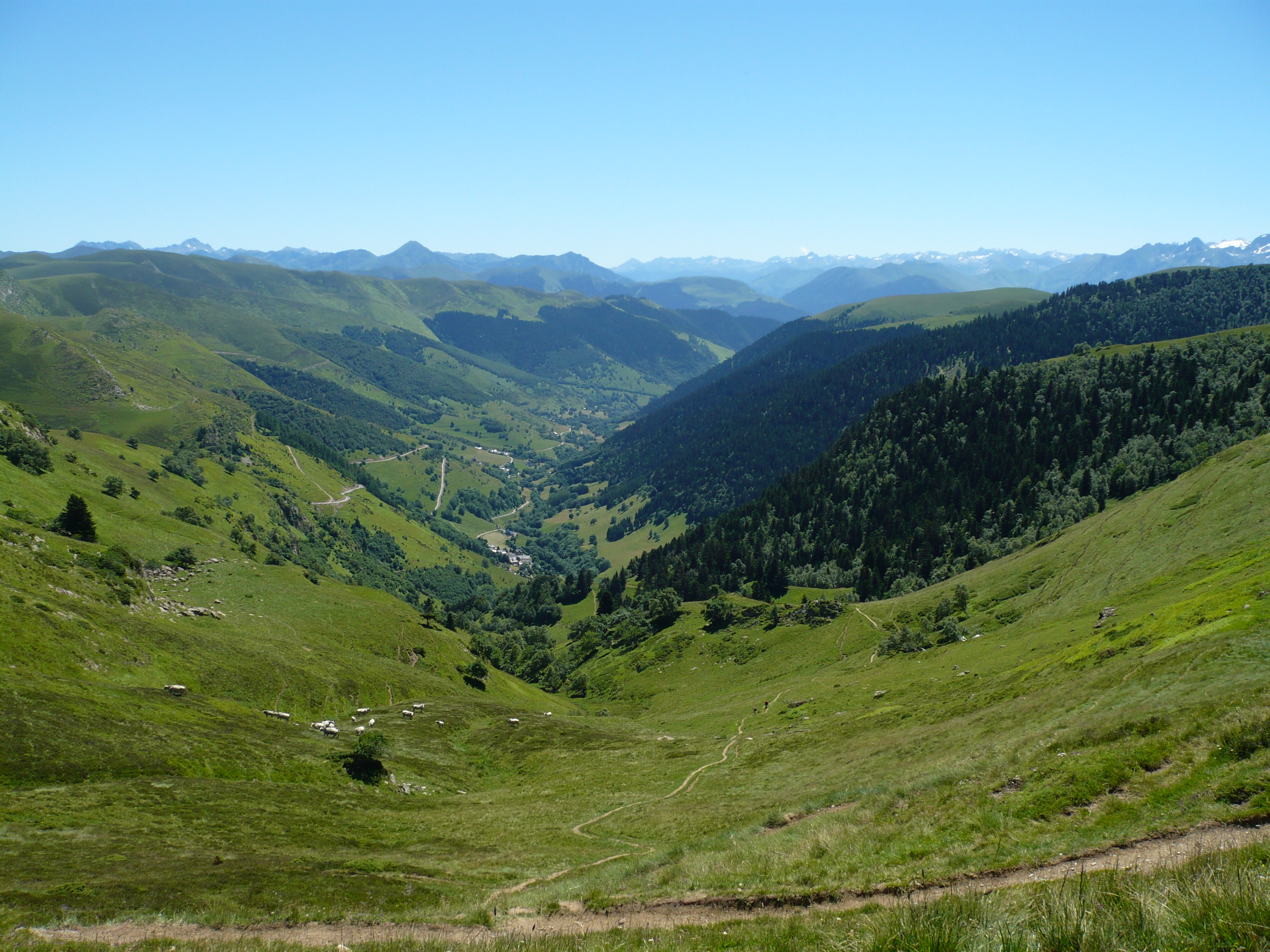
Vallée d'Oueil depuis le versant sud du mont Né.

Le massif de la Barousse peut être défini comme « une région de moyennes montagnes comprises entre les vallées de la Garonne et de la Neste d'Aure, et entre Luchon au sud et Montréjeau au nord ».
C'est un assez grand massif pyrénéen bien délimité à l'ouest et au nord par la vallée des Nestes (vallée du Louron puis vallée d'Aure puis vallée de la Neste jusqu'à Montréjeau), à l'est par la haute vallée de la Garonne (ou vallée de Luchon), et au sud par le massif de Perdiguère via le col de Peyresourde.
Au nord, au-delà de la Neste, commence le plateau de Lannemezan. À l'est, au-delà de la Garonne, commencent les Comminges ou le massif du pic de Cagire.
| Vallée d'Aure Massif du Lhéris et Baronnies | Vallée de la Neste Plateau de Lannemezan | Haute vallée de la Garonne Piémont commingeois  |
| Vallée d'Aure Massif de l'Arbizon           | massif de la Barousse                    | Haute vallée de la Garonne Massif du Gar-Cagire |
| Vallée du Louron Massif de Batchimale       | Col de Peyresourde Massif de Perdiguère  | Vallée de Luchon Massif du Burat                |

Sommets principaux :
| Sommet           | Altitude (mètres) | Coordonnées                 |
| ---------------- | ----------------- | --------------------------- |
| Montious         | 2 159             | 42° 51′ 40″ N, 0° 26′ 29″ E |
| Mont Né          | 2 147             | 42° 52′ 37″ N, 0° 28′ 36″ E |
| Montagne d'Areng | 2 079             | 42° 54′ 53″ N, 0° 27′ 34″ E |
| Cap Nestès       | 1 887             | 42° 56′ 07″ N, 0° 26′ 48″ E |
| Mont Sacon       | 1 541             | 42° 58′ 54″ N, 0° 32′ 18″ E |

### Faune et flore

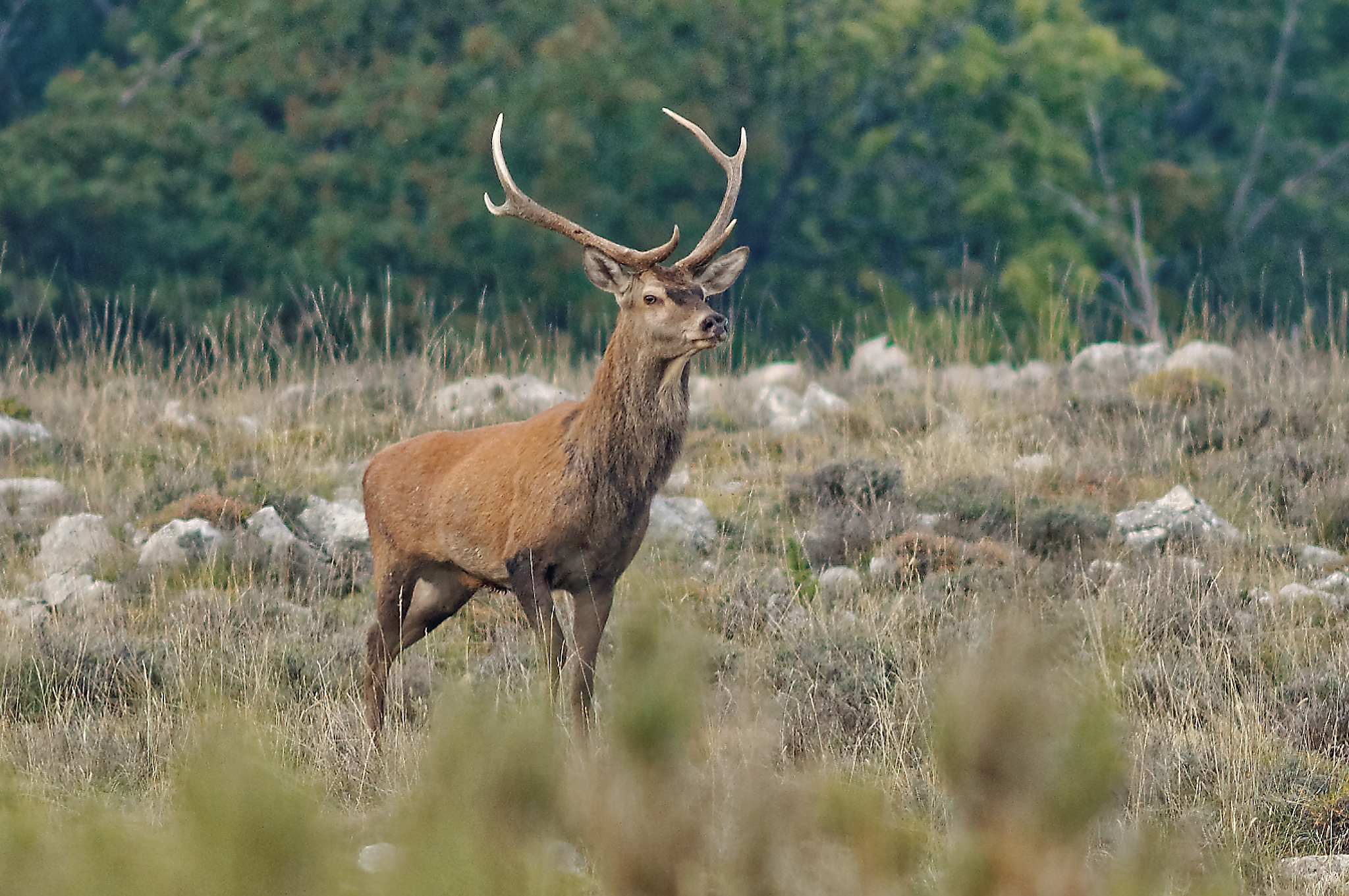
La Barousse, une des plus importantes concentrations de cerfs en France.

Par endroits, une végétation particulière peut être favorisée, comme les chênes verts à Bagiry et à Bertren. En outre, la pluviométrie permet une forte croissance de la forêt et son extension.
Profitant des vastes forêts, le Cerf élaphe y est particulièrement nombreux. Il a été introduit en 1958 en provenance de la forêt de Chambord et a depuis prospéré.

## Activités humaines

### Protection environnementale
- ZNIEFF massif de la Barousse[3]
- ZNIEFF massif de la Barousse et chaînon du sommet d'Antenac au cap de Pouy de Hourmigué[4]

### Économie

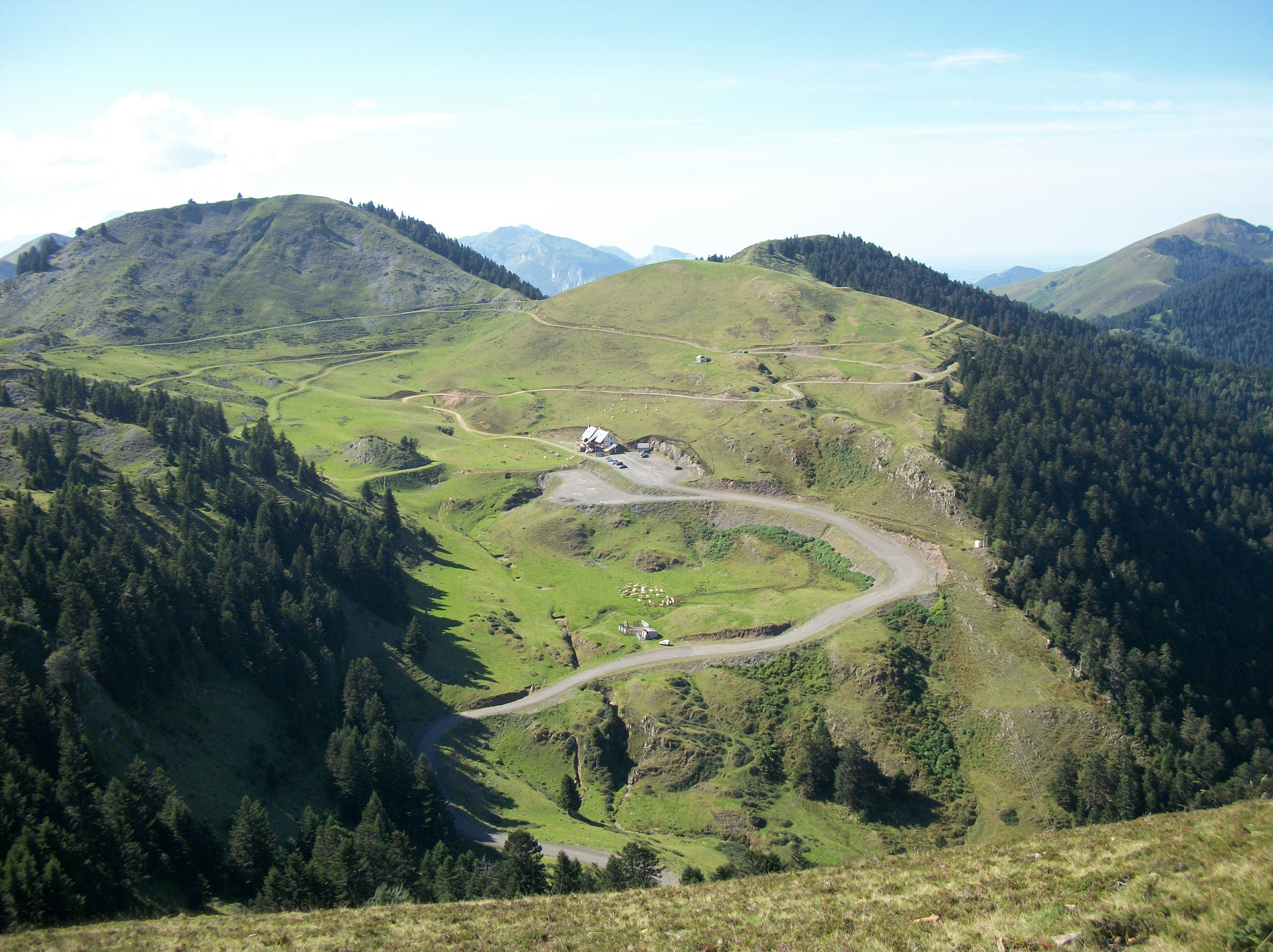
Station de ski vers le Cap Nestès.

- Station de ski de fond de Nistos